# 留寿都村

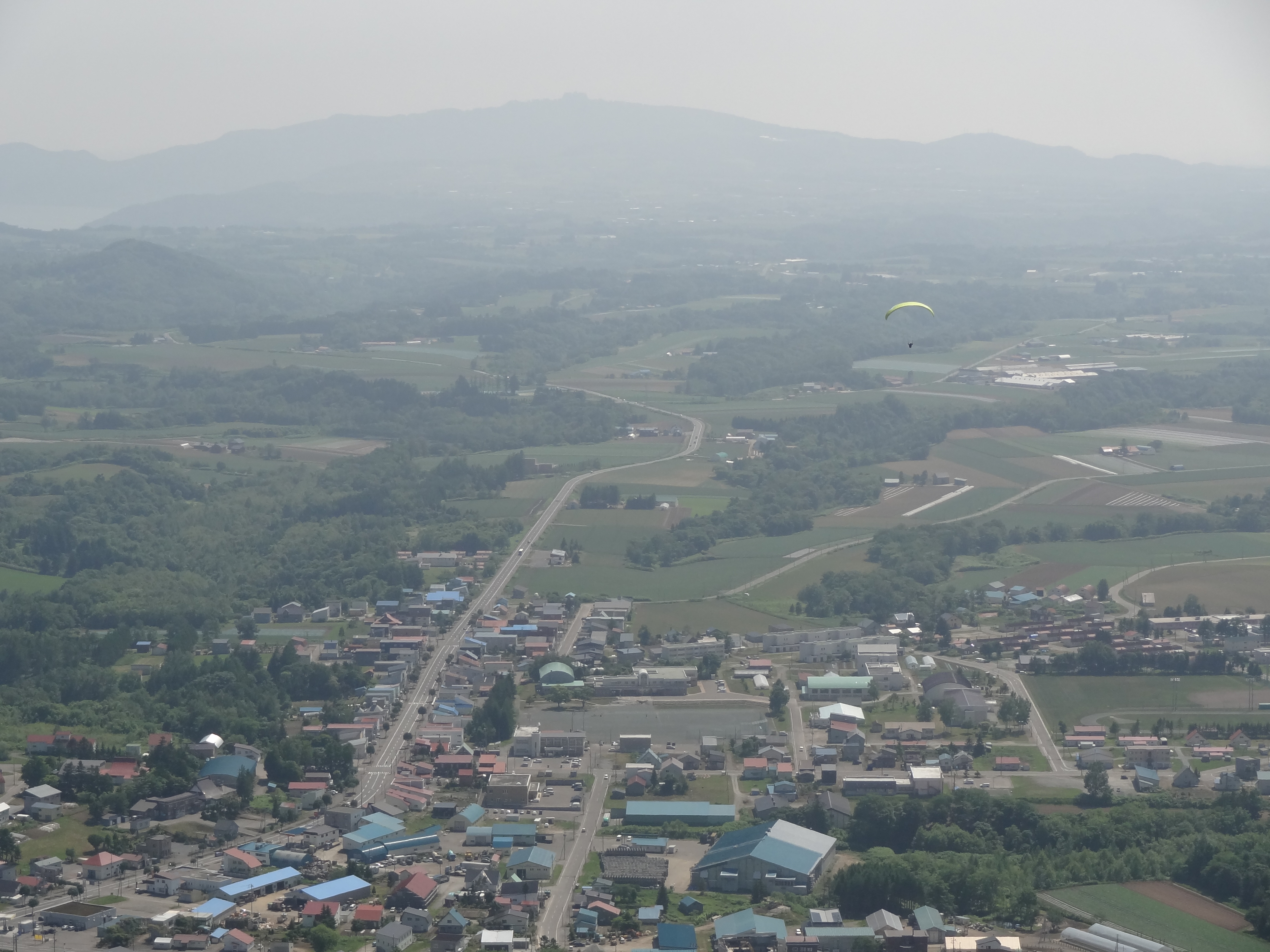
留寿都村中心部

留寿都村（るすつむら）は、北海道後志総合振興局管内にある、虻田郡に属する村。1925年（大正14年）2月1日に旧真狩村が留寿都村に改称して成立した村である。なお、1922年（大正11年）に旧真狩村から分村していた真狩別村が、1941年（昭和16年）に真狩村に改称している。

## 地理
- 山: 尻別岳（1,107.4m）、貫気別山（993.5m）、竹山（940.0m）、軍人山（561.8m）、化物山（374.8m）、橇負山（715.1m）
- 河川: 貫気別川、ポンヌキベツ川、オニホナイ川、四線の川、石村川、登延頃川、山ヤの川、北登の川、群馬川
- 湖沼: 重兵衛沼

### 隣接している自治体
- 後志総合振興局
  - 虻田郡: 喜茂別町、真狩村
- 胆振総合振興局
  - 伊達市（旧大滝村村域）
  - 虻田郡: 洞爺湖町

## 村名の由来
アイヌ語の「ル・スツ」（道が山のふもとにあるという意味）である。

## 沿革
- 1897年(明治30年) 7月1日 虻田村（現洞爺湖町）から分離独立して、真狩村戸長役場を設置する。
- 1901年 狩太村（現ニセコ町）を分村する。
- 1906年 2級町村制を施行し真狩村が発足、全村9部制とする。
- 1910年 後志支庁の管轄となる。全村を56部制にする。
- 1917年(大正6年) 喜茂別村（現喜茂別町）を分村する。
- 1922年 真狩別村（現真狩村）を分村する。
- 1925年 2月1日 村名を留寿都村に改称する。
- 1972年(昭和47年) 大和ルスツスキー場（現・ルスツリゾート）開業。
- 1997年(平成9年) 7月1日 開村100年記念式典を挙行する。

### 人口
| |                                          |  |
| 留寿都村と全国の年齢別人口分布（2005年） | 留寿都村の年齢・男女別人口分布（2005年） |  |
| ■紫色 ― 留寿都村 ■緑色 ― 日本全国 | ■青色 ― 男性 ■赤色 ― 女性                |  |
| 留寿都村（に相当する地域）の人口の推移 \| 1970年（昭和45年） \| 2,615人 \| \| \| 1975年（昭和50年） \| 2,246人 \| \| \| 1980年（昭和55年） \| 2,075人 \| \| \| 1985年（昭和60年） \| 2,171人 \| \| \| 1990年（平成2年） \| 2,369人 \| \| \| 1995年（平成7年） \| 2,388人 \| \| \| 2000年（平成12年） \| 2,227人 \| \| \| 2005年（平成17年） \| 2,165人 \| \| \| 2010年（平成22年） \| 2,035人 \| \| \| 2015年（平成27年） \| 1,907人 \| \| \| 2020年（令和2年） \| 1,911人 \| \| |                                          |  |
| 総務省統計局 国勢調査より |                                          |  |
| 1970年（昭和45年） | 2,615人                                  |  |
| 1975年（昭和50年） | 2,246人                                  |  |
| 1980年（昭和55年） | 2,075人                                  |  |
| 1985年（昭和60年） | 2,171人                                  |  |
| 1990年（平成2年） | 2,369人                                  |  |
| 1995年（平成7年） | 2,388人                                  |  |
| 2000年（平成12年） | 2,227人                                  |  |
| 2005年（平成17年） | 2,165人                                  |  |
| 2010年（平成22年） | 2,035人                                  |  |
| 2015年（平成27年） | 1,907人                                  |  |
| 2020年（令和2年） | 1,911人                                  |  |

### 消滅集落
2015年国勢調査によれば、以下の集落は調査時点で人口0人の消滅集落となっている。
- 留寿都村 - 字旭野

## 行政
- 村長：佐藤ひさ子（2021年4月4日就任、1期目）

## 姉妹都市
- 兵庫県養父市

## 産業
馬鈴薯、アスパラガス、大根の生産

### 農協
- ようてい農業協同組合（JAようてい）留寿都支所

### 金融機関
- 北海道信用金庫留寿都支店

### 郵便局
- 留寿都郵便局

※集配業務は真狩郵便局が担当

### 宅配便
- ヤマト運輸：千歳主管支店喜茂別センター（倶知安町）
- 佐川急便：倶知安営業所（倶知安町）
- 日本通運：羊蹄支店（京極町）

## 公共機関

### 警察
- 倶知安警察署留寿都駐在所

## 教育
| 小学校 - 留寿都小学校 | 中学校 - 留寿都中学校 | 高等学校（村立） - 北海道留寿都高等学校 |

## 交通

### 鉄道
村内を鉄道路線は走っていない。かつては国鉄胆振線が周辺を走っており、当村への鉄道の延伸計画もあったが、1986年に廃線となっている。

### バス
- 道南バス
  - 札幌方面
  - 洞爺湖温泉・豊浦しおさい前方面
  - 倶知安駅前方面

### 道路
- 一般国道
  - 国道230号
- 都道府県道
  - 北海道道66号岩内洞爺線
  - 北海道道230号三ノ原ニセコ線
  - 北海道道257号留寿都喜茂別線
  - 北海道道560号仲洞爺留寿都線
  - 北海道道777号川崎三の原線
- 道の駅
  - 230ルスツ

## 文化・観光

### 名所・観光スポット
- ルスツリゾート（遊園地、スキー場、他）

2009年の3月3日から8日にかけて世界スキーオリエンテーリング選手権が開催された。
- 赤い靴ふるさと公園
- 浪越徳治郎先生像、母思像・開拓の母像（赤い靴ふるさと公園内）
- 赤い靴公園
- 留寿都温泉

### 催事・祭事
- るすつ赤い靴のふる里祭り（9月）

### 名産品
- みそまんじゅう
- 馬鈴薯
- アスパラガス
- 長いも

### その他
- 童謡『赤い靴』（作詞: 野口雨情、作曲: 本居長世）
- スカイスポーツ

橇負山にて第一回ハンググライダー日本選手権が開かれた。
道内各地からパラグライダーやハンググライダーの愛好者が集まる。
- 統合型リゾート(IR)の候補地として名乗りを上げたが、最終的には道議会により「苫小牧を優先する」という方向で意見が固まった。

## 主な出身者
- 北の花勝利 - 元大相撲力士
- 琴乃富士太喜 - 元大相撲力士